# Баргель, Анджей
Анджей Михал Баргель (пол. Andrzej Michał Bargiel, родился 18 апреля 1988 года в Лентовне) — польский ски-альпинист, бэккантри-горнолыжник, горный бегун, выступает за клуб TKN Tatra Team. Обладатель титула «Снежный барс» и рекордсмен по его получению (29 дней 17 часов 5 минут на 5 восхождений), рекордсмен Эльбрусской гонки (2010, экстремальный маршрут, 3:23:27). В сентябре 2014 года установил рекорд по восхождению на Манаслу (14 часов 5 минут), также является рекордсменом по восхождению и спуску (21 час 14 минут).
Проживает в Закопане. Взбирается на горы в спортивном стиле без использования кислородных баллонов. В июле 2018 года покорил Чогори, первым спустившись с вершины на лыжах. В феврале 2019 года был признан лучшим «любителем приключений» минувшего года по версии National Geographic Channel.

## Достижения
В 2007 стал чемпионом Польши среди юниоров.
Участвовал в чемпионате Европы 2009 по альпинизму в итальянском Тамбре (февраль), занял 8-е место в эстафете (Шимон Захвея, Яцек Жебрацкий, Мариуш Варгоцкий).
В 2010 принимал участие в нескольких соревнований
- На соревновании Pierra Menta[англ.] во французском Бофор-сюр-Дорон вместе со словаком Петером Святоянским[англ.] занял 9-е место.
- На соревновании Patrouille des Glaciers[англ.] в швейцарском Вале занял 10-е место вместе с Яцеком Жилкой-Жебрацким и Мариушом Варгоцким[5].
- На Эльбрусской гонке преодолел экстремальный маршрут за 3:23:37 (старт на высоте 2400 м, финиш на высоте 5642 м) и побил рекорд Дениса Урубко от 2006 года (3:55:59)[6].

2 октября 2013 года взобрался на вершину Шишабангма и спустился с неё на лыжах. На всё ему потребовалось 32 часа: 30 часов на подъём (с 5 утра 1 октября 2013 года до 13 часов 2 октября 2013 года) и 2 часа на спуск к базе.
25 сентября 2014 года Баргель покорил восьмитысячник Манаслу по стандартному маршруту из базового лагеря за 14 часов и 5 минут, затем спустился на лыжах и завершил маршрут за 21 час 14 минут: и подъём, и спуск с учётом подъёма стали рекордными.
25 июля 2015 года поднялся на восьмитысячник Броуд-Пик и впервые в истории спустился с него на горных лыжах.
В 2016 году Баргель завоевал звание «Снежный барс» за покорение пяти вершин, которое начал 15 июля.
- 16 июля — Пик Ленина. Восхождение из продвинутого лагеря на высоте 4400 м к вершине за 13 часов 30 минут, спуск на лыжах к лагерю за 2 часа.
- 25 июля — Пик Корженевской. Восхождение из Москвинского лагеря на высоте 4350 м к вершине за 8 часов 40 минут, спуск на лыжах по снежной тропе и возвращение в лагерь.
- 2 августа — Пик Исмоила Сомони. Восхождение из Москвинского лагеря на высоте 4350 м к вершине за 14 часов 25 минут, спуск на лыжах по снежной тропе и возвращение в лагерь.
- 10 августа — Хан-Тенгри. Восхождение из Южно-Иныльчекского лагеря на высоте 4070 м к вершине за 8 часов 17 минут, спуск на лыжах с высоты порядка 6300 м.
- 14 августа — Пик Победы. Восхождение в 12:35, спуск на лыжах.

21 мая 2017 года поднялся на Эгюий-дю-Миди и спустился на лыжах по северному склону коридором Маллори.
22 июля 2018 года первым спустился на лыжах с Чогори (К2) в базовый лагерь, не снимая лыжи.